# Su verità e menzogna in senso extramorale
Su verità e menzogna in senso extramorale è un trattato filosofico scritto nel 1873 da Friedrich Nietzsche sul tema della verità. Il trattato è stato pubblicato ventitré anni dopo la realizzazione.

## Edizioni
- Su verità e menzogna in senso extramorale, traduzione di Giorgio Colli, Milano, Adelphi, 2015, ISBN 9788845930324, OCLC 927364873.